# The Legend of Zelda: Echoes of Wisdom
The Legend of Zelda: Echoes of Wisdom is een computerspel ontwikkeld en uitgegeven door Nintendo voor de Switch. Het actie-avonturenspel is uitgebracht op 26 september 2024.

## Verhaal
Nadat Link probeerde om Princess Zelda te redden uit de handen van de kwaadaardige Ganon, wordt hij meegezogen in een mysterieuze paarse kloof. Link weet op het laatste moment zijn pijl af te schieten en Zelda te bevrijden. Met de hulp van de fee Tri gaat Zelda op avontuur om Link te redden en het mysterie op te lossen in Hyrule.

## Spel
Het spel werd aangekondigd tijdens een Nintendo Direct op 18 juni 2024 en beschikt over een identieke visuele stijl als de remake van Link's Awakening uit 2019.
In Echoes of Wisdom speelt de speler als Princess Zelda die met haar magische Tri-staf, die ze van de fee Tri kreeg, voorwerpen en zelfs monsters kan kopiëren (zogeheten echoes of echo's). Deze echo's kunnen vervolgens worden opgeroepen om de puzzels op te lossen in de spelwereld.

## Speciale editie
Gelijktijdig met de uitgave van het spel zal ook een speciale uitvoering van de Switch Lite verschijnen. De spelconsole heeft een gouden uiterlijk in het thema van het spel.